# Кошта, Жуан
Жуан Карлуш Калвете Перейра да Кошта (порт. João Carlos Calvete Pereira da Costa; 28 октября 1964) — португальский стрелок, чемпион Европы, призёр чемпионата мира и Европейских игр, участник пяти Олимпийских игр.

## Биография
Жуан Кошта начал заниматься спортивной стрельбой только в возрасте 25 лет в 1989 году. А на Олимпийские игры он впервые попал в возрасте 35 лет, выступив в Сиднее в двух видах программы. В стрельбе из пневматического пистолета португалец даже пробился в финальный раунд и занял в нём седьмое место.
В 2003 году Кошта завоевал свои первые медали чемпионате Европы, став в Пльзене трёхкратным бронзовым призёром континентального первенства в стрельбе из пистолета.
На Играх в Афинах и Пекине португалец принимал участие как в стрельбе из произвольного пистолета (50 м), так и в упражнении с пневматическим пистолетом, но не имел успеха и даже не пробивался в десятку сильнейших.
В 2009 году на первенстве Европы в хорватском Осиеке Кошта стал чемпионом в олимпийской дисциплине «произвольный пистолет», а через два года стал лучшим в Европе в стрельбе из пистолета центрального боя.
На Играх в Лондоне португальский стрелок пробился в финал в стрельбе из пневматического пистолета и стал седьмым, а в стрельбе из произвольного пистолета стал девятым, остановившись в шаге от попадания в финальный раунд.
В 2014 году на первенстве мира в Гранаде Кошта стал вице-чемпионом мира в стрельбе из произвольного пистолета, уступив четыре очка турку Юсуфу Дикечу.

## Выступления на Олимпийских играх
| Игры        | Пневм. пистолет 10 метров | Пистолет 50 метров |
| ----------- | ------------------------- | ------------------ |
| Сидней-2000 | 7                         | 27                 |
| Афины-2004  | 17                        | 12                 |
| Пекин-2008  | 17                        | 32                 |
| Лондон-2012 | 7                         | 9                  |